# Вальмала (Італія)
Вальмала (італ. Valmala, п'єм. Valmala) — муніципалітет в Італії, у регіоні П'ємонт,  провінція Кунео.
Вальмала розташована на відстані близько 510 км на північний захід від Рима, 65 км на південний захід від Турина, 25 км на північний захід від Кунео.
Населення — 53 особи (2014).
Щорічний фестиваль відбувається 24 червня. Покровитель — святий Іван Хреститель.

## Демографія
Населення за роками:

Станом на 31 грудня 2014 року в муніципалітеті офіційно проживав 1 іноземець (громадянин Франції).

## Сусідні муніципалітети
- Броссаско
- Буска
- Мелле
- Роккабруна
- Россана
- Венаска
- Віллар-Сан-Костанцо